# Galago gallarum
Galago gallarum là một loài động vật có vú trong họ Galagidae, bộ Linh trưởng. Loài này được Thomas mô tả năm 1901.